# دهستان رودپی شرقی

بخش «رودپی» در تصویر با نام «رودپی جنوبی» دیده می‌شود. این بخش دو دهستان (شرقی و غربی) دارد که البته مرزبندی این دو، در تصویر نیامده است.

دهستان رودپی شرقی یکی از دهستان‌های شهرستان ساری در استان مازندران ایران است که در بخش رودپی قرار دارد.

## جمعیت
براساس سرشماری مرکز آمار ایران در سال ۱۳۹۵، جمعیت دهستان رودپی شرقی ۱۲۳۶۴ نفر (در ۳۹۵۷ خانوار) بوده‌است.